# Ramón Godofredo Loyarte
Ramón Godofredo Loyarte (Concepción del Uruguay, Argentina, 8 de noviembre de 1888 - Buenos Aires, 30 de mayo de 1944) fue un físico argentino.
Loyarte estudió en la Universidad Nacional de La Plata obteniendo su doctorado en física en 1914, posteriormente viaja a Alemania donde realiza estudios de postgrado en Gottingen. A su regreso a Argentina, es designado profesor en la Universidad de La Plata.
En 1918 es elegido diputado por el partido demócrata. En 1926 se le designa Director del Instituto de Física, posición que ocupa hasta su muerte. Fue Rector de la Universidad de La Plata entre 1928 a 1930 y desde 1930 a 1932. En 1943 fue designado Interventor del Consejo Nacional de Educación, Argentina. 
En la esfera política fue elegido diputado nacional por el partido demócrata en 1932, ocupando su banca entre 1932 y 1934, y nuevamente entre 1942-1943. Fue miembro titular de la Academia de Ciencias Exactas, Físicas y Naturales de Argentina. En 1935 obtiene el Primer Premio Nacional de Ciencias, por su contribución a la Física.

## Obras
Loyarte fue un escritor prolífico de libros sobre Física. Entre sus escritos se destacan:
- Física general (4 vols.)
- La hipótesis de los Quanta
- La nueva mecánica atómica
- La estructura atómica